# 394-й мотострелковый полк
394-й мотострелковый Краснознамённый полк (сокр. 394 мсп) — тактическое формирование Сухопутных войск СССР. На момент расформирования находился в составе 127-й пулемётно-артиллерийской дивизии.
Дислоцировался на момент расформирования в посёлке Сергеевка Пограничного района Приморского края.

## История
Ведёт историю от 76-й танковой бригады Рабоче-крестьянской Красной армии. 76-я танковая бригада создана 1 октября 1941 года на Дальнем Востоке.
В 1945 году соединение приняло участие в Советско-японской войне в составе 5-й армии 1-го Дальневосточного фронта. В ходе Харбино-Гиринской наступательной операции бригада получила орден Красного Знамени.
В 1945 году бригада переформировывается в 76-й танковый полк в составе 2-й танковой дивизии.
В 1957 году 76-й танковый полк переформировывается в 184-й танковый полк (в/ч 35256) в составе 32-й танковой дивизии.
В 1970 году 184-й танковый полк переформировывается в 394-й мотострелковый полк (в/ч 35256) в составе 277-й мотострелковой дивизии.
В ходе реформы Вооружённых сил полк расформирован в 2009 году.

## Награды
- Орден Красного Знамени — Указ Президиума Верховного Совета СССР от 19.09.1945 за образцовое выполнение заданий командования в боях против японских войск на Дальнем Востоке при форсировании р. Уссури, прорыве Хутоуского, Мишаньского, Пограничненского и Дуннинского укреплённых районов, овладении городами Мишань, Гирин, Яньцзи, Харбин и проявленные при этом доблесть и мужество[4].